# Војнатина
Војнатина (слч. Vojnatina) насељено је мјесто са административним статусом сеоске општине (слч. obec) у округу Собранце, у Кошичком крају, Словачка Република.

## Становништво
| Година:    | 1994. | 2004.   | 2014.   | 2024.   |
| ---------- | ----- | ------- | ------- | ------- |
| Број људи: | 259   | 238     | 246     | 232     |
| Разлика:   |       | -8,10 % | +3,36 % | -5,69 % |

| Година:    | 2023. | 2024.   |
| ---------- | ----- | ------- |
| Број људи: | 233   | 232     |
| Разлика:   |       | -0,42 % |

Према подацима о броју становника из 2024. године насеље је имало 232 становника.